# Juan Gómez Millas
Juan Gómez Millas (Santiago, 18 de julio de 1900-Maitencillo, 16 de marzo de 1987) fue un profesor, pedagogo y político chileno. Es principalmente conocido por haber sido rector de la Universidad de Chile entre 1953 y 1963.
Cercano a las ideas nacionalistas, fue líder del Partido Unión Nacionalista de Chile a mediados de la década de 1940. Posteriormente se desempeñó como ministro de Estado de los presidentes Carlos Ibáñez del Campo y Eduardo Frei Montalva.

## Familia y estudios
Nació del matrimonio conformado por Alejandro Gómez Silva y Raquel Millas Argomedo.
Estudió en el Instituto de Humanidades Luis Campino y luego en el Colegio San Ignacio, ambos de la capital chilena. Ingresó posteriormente a la Pontificia Universidad Católica de Chile a estudiar historia; luego se cambió al Instituto Pedagógico de la Universidad de Chile, donde se recibió de profesor de ciencias sociales en 1922.
Se casó dos veces: la primera con Maggie Krarup Voigt, con quien tuvo cuatro hijos, y la segunda con la investigadora y académica Grete Mostny Glaser, directora del Museo Nacional de Historia Natural entre 1964 y 1982.
Fue parte de la Gran Logia de Chile.[cita requerida]

## Carrera profesional

### Actividad académica
Recién egresado, dictó clases de historia y geografía en la Escuela Militar del Libertador Bernardo O'Higgins.
En 1925 fue aceptado como profesor de historia universal del Instituto Pedagógico. Años más tarde fue nombrado director del Instituto de Historia y Geografía de dicha casa de estudios, desde donde se dedicó a promover ideas para un cambio en la educación chilena.
En 1931 fue designado secretario general de la entidad. Durante su gestión se crearon la Editorial Universitaria y el Departamento de Bienestar. Más tarde sería elegido decano de la Facultad de Educación.

### Rector de la Universidad de Chile
Fue elegido rector de la Universidad de Chile en sesión del Claustro Pleno el 6 de septiembre de 1953. Por 285 contra 247 votos superó a Arturo Alessandri Rodríguez, profesor y exdecano de la Facultad de Derecho.
Durante su rectoría, la cual se prolongó entre 1953 y 1963, la universidad inauguró sus sedes regionales. Este programa de colegios universitarios, donde se dictaban carreras cortas, fue implementado por la profesora Irma Salas Silva.
También se inauguraron importantes centros de investigación tanto en ciencias sociales como física. Su rectorado es considerado como uno de los más importantes en la historia de esa casa de estudios.

## Carrera política
Millas fue fundador y líder del Partido Unión Nacionalista de Chile, que existió entre 1943 y 1945. Este partido tenía una ideología nacionalista y fascista, y tenía como modelo inspirador al Tercer Reich alemán.
En 1952, fue nombrado ministro de Educación Pública por el presidente Carlos Ibáñez del Campo, cargo en el que estuvo un año antes de ser elegido rector de la Universidad de Chile. En 1953 fue ministro de Justicia subrogante.
En 1964, el presidente Frei Montalva lo designó nuevamente como ministro de Educación, cargo en el que estuvo hasta 1968. Durante su período se dio inicio a una de las reformas más importantes a la educación chilena.

## Obras
- República romana
- 3 enfoques sobre la universidad (1962)
- Tradición y tarea universitaria (1963)
- Goethe: herencia y resplandor de un genio (1984)
- Estudios y consideraciones sobre universidad y cultura (1986)

## Homenajes
- El campus de la Universidad de Chile ubicado en la comuna de Ñuñoa, en Santiago, lleva su nombre. Ahí se emplazan las facultades de Filosofía y Humanidades, Ciencias, FACSO, Artes y Comunicación e Imagen, además del programa de Bachillerato.
- La calle transversal a Avenida Macul, donde se ubica el campus homónimo, lleva su nombre, lugar en el que se emplaza la entrada de la actual Universidad Metropolitana de Ciencias de la Educación.
- Una de las residencias para estudiantes becados de la Universidad de Chile, ubicado en calle Riquelme de la comuna de Santiago, lleva el nombre de Juan Gómez Millas.